# Gryazev-Shipunov GSh-6-23
El Gryazev-Shipunov GSh-6-23 (del ruso: Грязев-Шипунов ГШ-6-23) (designación GRAU: 9A-620 para el GSh-6-23, 9A-768 para la variante modernizada GSh-6-23M) es un poderoso cañón rotativo de 6 cañones de 23 mm empleado por algunos modernos aviones de combate soviéticos/rusos. 

## Descripción
El GSh-6-23 se distingue de la mayoría de cañones rotativos estadounidenses en que es accionado por los gases del disparo en lugar de ser accionado externamente mediante un sistema eléctrico, hidráulico o neumático. A pesar de que los problemas de ingeniería para producir un cañón rotativo accionado por los gases del disparo con una alta cadencia son considerables, este evita el drenaje de energía del sistema eléctrico del avión y pueden alcanzar su máxima cadencia de disparo con mayor rapidez. Sus cañones no giran mucho antes de disparar, al contrario de un cañón rotativo accionado externamente,[cita requerida] una ventaja significativa en los combates aéreos, donde la ventana de oportunidad para disparar varias balas contra el blanco puede desaparecer instantáneamente.     
El GSh-6-23 dispara el cartucho 23 x 115 AM-23, alimentado mediante cinta o un sistema de balas sueltas. El sistema de alimentación con balas sueltas, adoptado tras los problemas causados por la cinta, está limitado a una cadencia de 8.500 disparos/minuto. La percusión es eléctrica, a través de un sistema de 27 v DC. El cañón tiene 10 cartuchos de fogueo para amartillado, similares a los empleados en los cañones revólver europeos accionados por los gases del disparo, tales como el DEFA 554 o el Mauser BK-27.
El GSh-6-23 tiene una cadencia de disparo muy alta, con cadencias máximas de 10.000 disparos/minuto. Su alta cadencia de disparo hace que agote su munición rápidamente: el MiG-31 (máximo 800 balas), por ejemplo, vaciaría su depósito en menos de dos segundos.
El GSh-6-23 es empleado por el hoy obsoleto Sukhoi Su-15 "Flagon", el avión de ataque a tierra Sukhoi Su-24 "Fencer", el interceptor MiG-31 y otros. Sin embargo, luego de la pérdida de dos Su-24 en 1983 debido a la detonación prematura de la bala, así como otros problemas diversos (fallas del sistema, etc.), se detuvo el empleo del GSh-6-23 en aviones que lo empleaban por decisión del Alto Mando de la Fuerza Aérea soviética.
También es empleado en el contenedor de armamento SPPU-6, que puede elevarse a -45° y +45°.